# Ricostruzione palinspastica

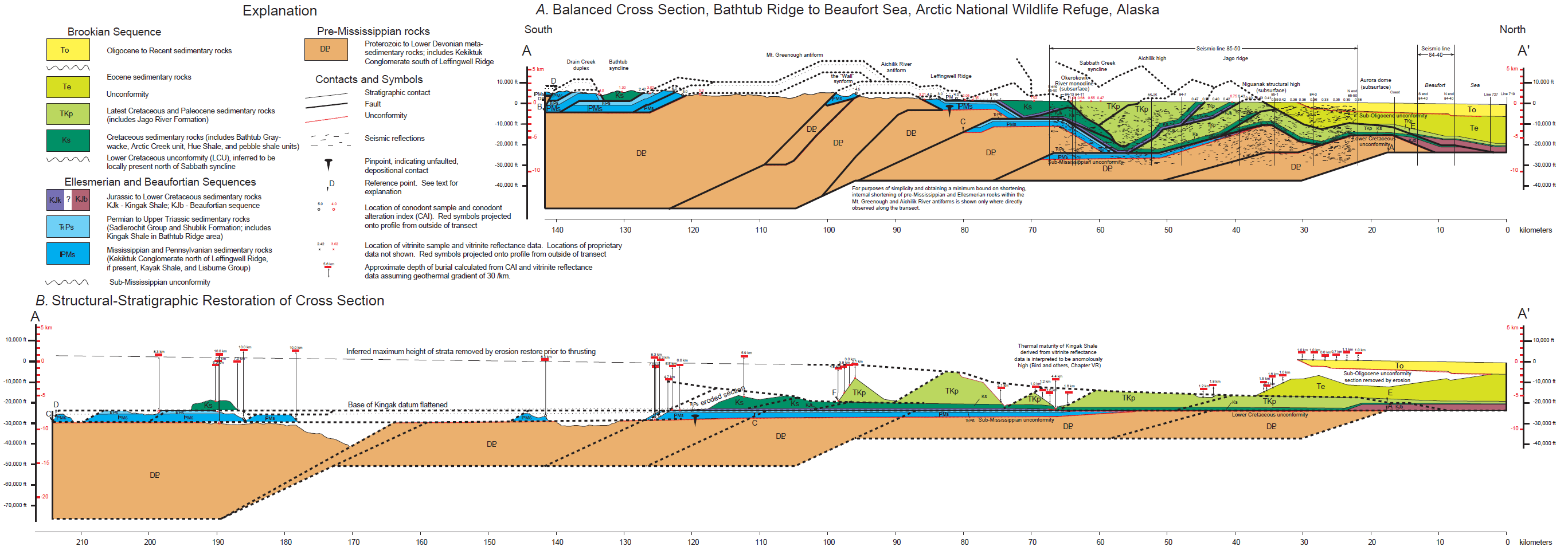
Esempio di una ricostruzione palinspastica del National Wildlife Refuge 1002 Area nel mare di Beaufort in Alaska

Nell'ambito della geologia strutturale, una ricostruzione palinspastica, o carta palinspastica, è una mappa paleogeografica contenente la ricostruzione della disposizione originaria degli strati geologici di un'area geografica prima che a essi venisse applicata una spinta tettonica deformante.

## Etimologia
L'aggettivo "palinspastico" deriva dal greco antico πάλιν (pálin, ovvero "di nuovo") e  σπαστικός (spastikós, ovvero "disegno"), nel senso di "disegno ricostruttivo".

## Descrizione
La ricostruzione si ottiene con varie tecniche, basate su dati provenienti da un'accurata indagine della situazione geologica attuale della zona interessata e sul calcolo delle forze tettoniche che vi sono state applicate. La sua validità dipende da numerosi fattori, quali la disponibilità di dati e la natura più o meno omogenea delle rocce interessate. 
Il metodo può essere applicato a zone geografiche più vaste o a settori più ristretti e ciascuna ricostruzione si riferisce ad un preciso momento nell'ambito delle ere geologiche. L'utilizzo del computer ha facilitato la diffusione del metodo ed ha permesso inoltre di ottenere più facilmente ricostruzioni in 3D o dinamiche, tramite il ricorso a tecniche digitali di animazione, per sequenze di ricostruzioni palinspastiche riferite a momenti successivi.